# Glenea parteconjunctevittata
Glenea parteconjunctevittata är en skalbaggsart som beskrevs av Stefan von Breuning 1966. Glenea parteconjunctevittata ingår i släktet Glenea och familjen långhorningar. Inga underarter finns listade i Catalogue of Life.